# Allan Quatermain

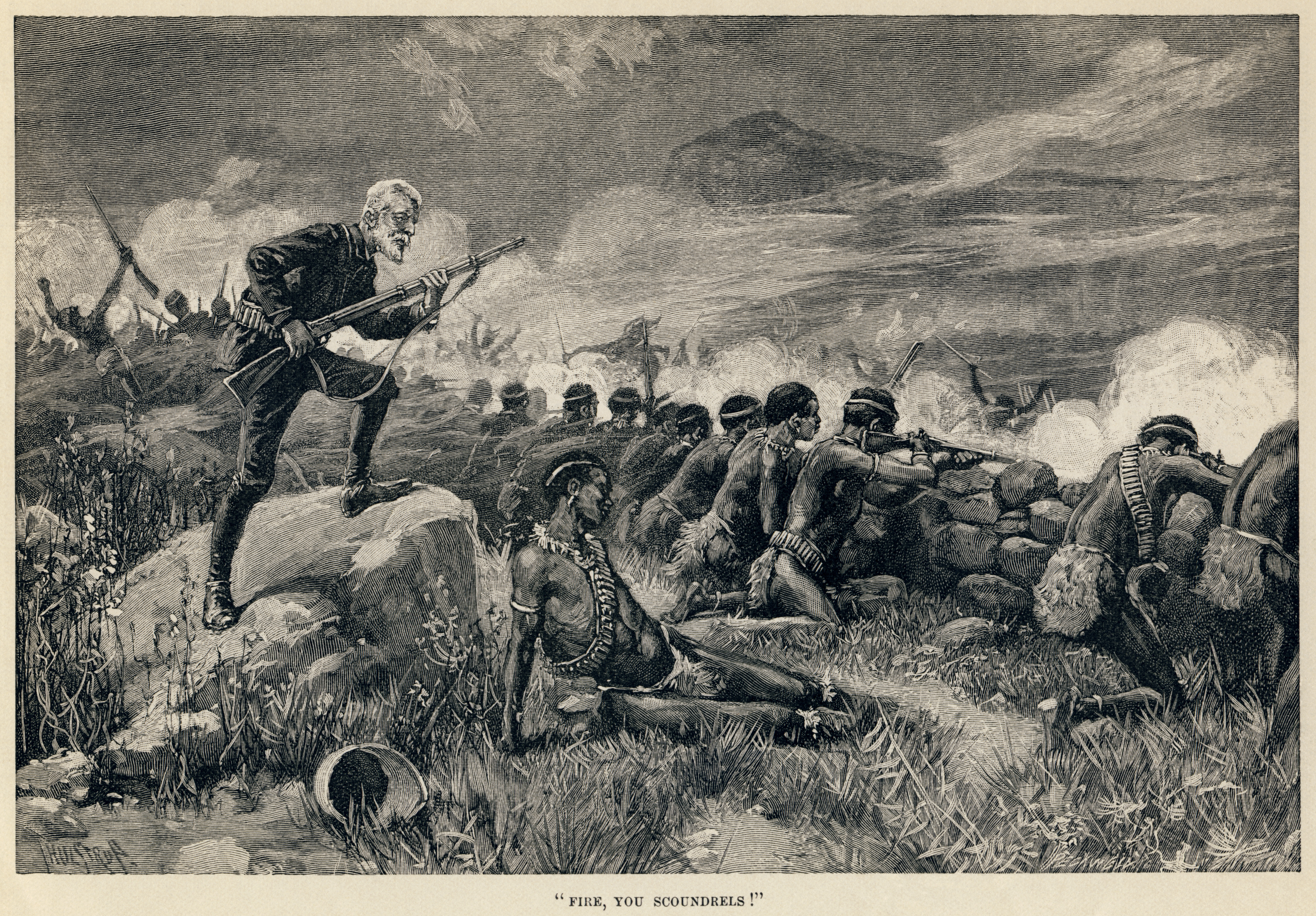
Allan Quatermain in einer Darstellung von Thure de Thulstrup (1888)

Allan Quatermain ist eine Romangestalt des englischen Schriftstellers Henry Rider Haggard.

## Charakter
Quatermain wird als englischer Abenteurer beschrieben, der mit seinen Gefährten Sir Henry Curtis, Sir John Good und dem Afrikaner Umslopogaas aufregende Abenteuer auf dem „dunklen“ Kontinent erlebt. Inspiriert wurde Haggard (nach eigenen Angaben) dabei durch das Leben und die Reiseberichte des seinerzeit bekannten Großwildjägers Frederick Courteney Selous, an dessen Leben und Persönlichkeit die Romanfigur angelehnt ist. Ebenfalls nahm er die Berichte von Joseph Thomson als Inspiration und er wurde auch von anderen Abenteurern, die er später in Afrika traf, insbesondere von dem amerikanischen Pfadfinder Frederick Russell Burnham, sowie den Ruinen alter, „verlorener“ Zivilisationen beeinflusst, die vor allem in den südlichen Ländern Afrikas, zum Beispiel in Simbabwe, entdeckt wurden.

## Bibliographie
Einzelromane
- King Solomon’s Mines (1885)
  - Deutsch: Umbopa – König von Kukuanaland. 1888. Diamantminen von Afrika. 1898. König Salomos Schatzkammer. 1910. Die Schätze des Königs Salomo. 1954. König Salomons Schatzkammern. Übersetzt von Volker H. Schmied. Diogenes, 1995, ISBN 978-3257209204.
- Allan Quatermain (1887)
  - Deutsch: Das unerforschte Land. Übersetzt von Emil Albert Witte. 1896. Auch als: Allan Quatermain. Übersetzt von Joachim Pente. Mit einem Nachwort von Franz Rottensteiner. Heyne SF&F #3647, 1979, ISBN 3-453-30560-4.
  - Deutsch: Ein Löwenkampf in Südafrika. Eine Erzählung von drei Löwen. In: Allan Quatermain der Jäger. 1987.
- Maiwa’s Revenge, or: The War of the Little Hand (1888)
  - Deutsch: Rache für Maiwa. 1987. In: Allan Quatermain der Jäger. 1987.
- Marie (1912)
  - Deutsch: Marie. Tauchnitz, 1912. Heyne SF&F #4601, 1989, ISBN 3-453-03468-6.
- Child of Storm (1913)
  - Deutsch: Kind des Sturms. Heyne SF&F #4656, 1990, ISBN 3-453-03921-1.
- The Holy Flower (1915)
  - Deutsch: Die Heilige Blume. Übersetzt von Artur Heye. Safari-Verlag, 1925. Die Heilige Blume. Übersetzt von Hans Maeter. Heyne SF&F #4135, 1985, ISBN 3-453-31135-3.
- The Ivory Child (1916)
  - Deutsch: Das Elfenbeinkind. Übersetzt von Artur Heye. Safari-Verlag, 1925. Heyne SF&F #4369, 1987, ISBN 3-453-00413-2.
- Finished (1917)
  - Deutsch: Zikalis Rache. Übersetzt von Irene Holicki. Heyne SF&F #4707, 1992, ISBN 3-453-04291-3.
- The Ancient Allan (1920)
  - Deutsch: Der Allan der Antike. Übersetzt von Irene Holicki. Heyne SF&F #4847, 1992, ISBN 3-453-05411-3.
- She and Allan (1921)
  - Deutsch: Sie und Allan. Übersetzt von Hans Maeter. Heyne SF&F #4133, 1985, ISBN 3-453-31118-3.
- Heu-Heu (1924)
  - Deutsch: Heu-Heu oder Das Ungeheuer. Übersetzt von Niko Karapancsa. Stein, Wien 1924. Heyne SF&F #4466, 1988, ISBN 3-453-00988-6.
- Treasure of the Lake (1926)
  - Deutsch: Der Schatz im See. Heyne SF&F #4545, 1988, ISBN 3-453-03139-3.
- Allan and The Ice Gods (1927)
  - Deutsch: Allan Quatermain und die Eisgötter. Eine Geschichte von den Anfängen. Übersetzt von Hans Maeter. Heyne SF&F #4368, 1987, ISBN 3-453-31377-1.

Kurzgeschichten und Novellen
- Hunter Quatermain’s Story (1885)
- Long Odds (1886)
- A Tale of Three Lions (1887)
- Suite des mines du roi Salomon (1888, französisch, mit Thérèse Bentzon)
- Allan’s Wife (Erzählungen, 1889)
  - Deutsch: Der Zauberer im Sululande. Übersetzt von G. Eggert. Fehsenfeld, Freiburg i.Br. 1898.
- Magepa the Buck (1912)
- Zikali the Wizard (1913, Auszug aus Child of Storm)

Sammelausgaben
- Allan’s Wife and Other Tales (Erzählungen, 1889)
- Tales of Allan Quatermain and Others (2002)
- Hunter Quatermain’s Story: The Uncollected Adventures of Allan Quatermain (2004)
- Allan Quatermain: The Zulu Trilogy (2008)

Deutsche Sammelausgabe
- Allan Quatermain der Jäger. Heyne SF&F #4367, 1986, ISBN 3-453-31371-2.

## Verfilmungen
Das Buch König Salomons Schatzkammer wurde mehrfach verfilmt. 1937 verfilmte der Regisseur Robert Stevenson (King Solomon’s Mines) mit Cedric Hardwicke als Allan Quatermain. Eine farbenprächtige Version mit Stewart Granger als Quatermain war König Salomons Diamanten (King Solomon’s Mines, 1950) unter der Regie von Compton Bennett und Andrew Marton. Eine weitere Version ist Quatermain – Auf der Suche nach dem Schatz der Könige (1985) mit Richard Chamberlain als Quatermain und Sharon Stone als seiner Geliebten. Der Film hält sich nur vage an die Romanvorlage: Die Handlung spielt im Jahr 1913, und Quatermain hat es mit einigen deutschen Soldaten zu tun, die den Schatz von König Salomon suchen. Es gab auch eine Fortsetzung, Quatermain II – Auf der Suche nach der geheimnisvollen Stadt (1987), sowie einen Film über die Abenteuer, die er in seiner Jugend erlebte.
2004 kam es zu einer weiteren Verfilmung von King Salomon’s Mines mit Patrick Swayze in der Hauptrolle. In dem Film The Quest – Das Geheimnis der Königskammer aus dem Jahr 2006 wird die Geschichte als das Abenteuer eines Bibliothekars erzählt.
Allan Quatermain hat eine Hauptrolle als gealterter Abenteurer in der Comicreihe The League of Extraordinary Gentlemen. In der Verfilmung Die Liga der außergewöhnlichen Gentlemen wurde er von Sean Connery gespielt.
- 1919: King Solomon’s Mines (Regie: Horace Lisle Lucoque)
- 1919: Allan Quatermain (Regie: Horace Lisle Lucoque)
- 1937: King Solomon’s Mines (Regie: Robert Stevenson, Geoffrey Barkas)
- 1950: König Salomons Diamanten (Regie: Compton Bennett, Andrew Marton)
- 1959: Watusi (Regie: Kurt Neumann, Vorlage: King Solomon’s Mines)
- 1977: O Trapalhão nas Minas do Rei Salomão (Regie: J. B. Tanko, Vorlage: King Solomon’s Mines)
- 1979: König Salomons Schatz (Regie: Alvin Rakoff, Vorlage: Allan Quatermain)
- 1985: Quatermain – Auf der Suche nach dem Schatz der Könige (Regie: J. Lee Thompson)
- 1986: King Solomon’s Mines (Animationsfilm)
- 1987: Quatermain II – Auf der Suche nach der geheimnisvollen Stadt (Regie: Gary Nelson, Vorlage: Allan Quatermain)
- 2001: Quatermain – Der Schatz der Könige / High Adventure (Regie: Mark Roper, Hauptfigur ist ein Enkel von Allan Quatermain auf Schatzsuche)
- 2004: Quatermain und der Schatz des König Salomon / King Solomon’s Mines
- 2008: Allan Quatermain and the Temple of Skulls (Video, Regie: Mark Atkins, Vorlage: King Solomon’s Mines)